# 의정부컬링경기장
의정부컬링경기장(Uijeongbu Curling Stadium)은 대한민국의 경기도 의정부시 녹양동에 위치한 컬링 경기장이다. 2018년 3월 29일 개장하였다. 홈 구단은 경기도청 컬링팀이 소속하고 있다.

## 같이 보기
- 경북컬링훈련원
- 의정부종합운동장